# Talento de televisión
«Talento De Televisión» es una canción escrita por el venezolano Amilcar Boscan e interpretada por el cantautor y trombonista puertorriqueño Willie Colón, perteneciente a su álbum «Tras La Tormenta» de 1995. Es una de las salsas más conocidas en América Latina.  

## Antecedentes y composición
De acuerdo con el propio Willie Colón, el tema se inspiró de una historia real ocurrida en el programa argentino “Súper Sábado Sensacional”, donde una modelo conocida como "Yuyito" Gónzalez despertó la ira de sus compañeros.
El compositor venezolano Amilcar Boscán (escritor de la canción) comentó en su canal de YouTube.

“Veía yo que Yuyito era una mujer con muchos atributos físicos, pero, como buena argentina, con poco oído para la salsa. Yo le veía mucho talento para otras disciplinas bailable, pero para la música tropical, yo la apreciaba bastante deficiente”
Amilcar Boscán en su canal de Youtube

Fue así como el compositor se inspiró para crear el tema que luego sería recogido por el cantante, productor y trombonista para crear su gran éxito.
La premisa de la canción es simple: una joven con poco o nulo talento, pero con gran atractivo físico y cuerpo voluptuoso, se impone a sus compañeros y consigue los mejores papeles en programas de televisión gracias a que, como dice la canción “su palanca fuera su cuerpo y no su valor”. 
El tema es una crítica a la superficialidad que existe en los medios de comunicación, (principalmente la televisión, que en aquel momento era el más importante).

### Análisis
La canción está en Re mayor y la introducción gira en torno a los acordes de Re mayor - La mayor - Fa sostenido mayor - Si menor, ya para la estrofa cantada por Willie Colón, pasa a variar entre Sol mayor y Re mayor. 

### Producción
La canción empieza con una introducción de trombones y mini-arreglos de piano, para luego cobrar más protagonismo y entrar junto con el bajo eléctrico y la percusión. Luego entran los coros diciendo "No tiene talento pero muy buena moza, tiene un buen cuerpo y es otra cosa" y luego entrar la estrofa cantada por Willie Colón. 
El bajo, ejecutado por Sal Cuevas, quien fue muy recurrido por músicos de salsa en aquel entonces, es ejecutado con la técnica de slap durante toda la canción, curiosamente fue uno de los que contribuyó con la implementación de esta técnica del bajo en la salsa. En cuanto a los metales, aunque se llegan a escuchar trompetas en la canción, el protagonismo se lo llevan más los trombones, cosa que no es muy común en la salsa. 

## Controversia
Si bien la canción es ampliamente conocida y coreada en diversas reuniones sociales en América Latina, existen líneas en el tema que la han convertido en el objeto de la controversia, pues usuarios en redes sociales la acusaron de ser machista.
Si bien el tema es una crítica a la superficialidad que se da en los medios de comunicación, (principalmente televisión, que en aquel momento era el más importante), su mensaje es considerado machista por muchos. 

## Créditos
- Amilcar Boscán: Escritor de la canción
- Willie Colón: Voz principal, coros, arreglos, dirección musical, productor.
- Rubén Blades: Dirección musical
- Asistente de grabación: Shari Weingarten
- Ingeniero de sonido: Rory Young
- Mezcla: Rory Young, Oscar Hernández
- Máster: Ted Jensen
- Director Musical: Ángel "Cucco" Peña, Isidro Infante, Oscar Hernández.
- Coros: José Mangual, Milton Cardona, Willie Colón.
- Bajo: Sal Cuevas
- Bongos, Maracas, Guiro: José Mangual Jr.
- Congas: Milton Cardana
- Piano: Joe Torres
- Timbales: Johnny Almendra
- Trombón: Leopoldo Pineda, Louis Kahn, Luis Lopéz[2]
- Trompeta: [Músico desconocido]